# 科尔菲尼奥
科尔菲尼奥（義大利語：Corfinio），是意大利阿奎拉省的一个市镇。总面积18.19平方公里，人口1054人，人口密度57.9人/平方公里（2009年）。ISTAT代码为066041。